# 5 Pułk Grenadierów (Cesarstwo Niemieckie)
5 Pułk Grenadierów im. Króla Fryderyka I (4 Wschodniopruski) (niem. Königlich-Preußisches Grenadier-Regiment König Friedrich I. (4. Ostpreussisches) Nr. 5) – pułk piechoty niemieckiej.
Sformowany 11 marca 1689 .
W wyniku mobilizacji, w sierpniu 1914 pułk osiągnął gotowość bojową i w składzie71 Brygady Piechoty 36 Dywizji został wysłany na front wschodni.

## Schemat organizacyjny
- XVII Korpus Armijny, Gdańsk
  - 36 Dywizja Piechoty - (36. Infanterie-Division), Gdańsk
    - 71 Brygada Piechoty - (71. Infanterie-Brigade), Gdańsk
      - 5 pułk grenadierów im. Króla Fryderyka I (4 Wschodniopruski)